# Lawrence Durrell
Lawrence George Durrell (Jalandhar, India, 27 de febrero de 1912-Sommières, Francia, 7 de noviembre de 1990), conocido como Lawrence Durrell, fue un escritor británico. Escribió biografías, poesía, obras de teatro, de viaje y novelas. Durrell se resistió a que lo asociasen con el Reino Unido y prefirió ser considerado cosmopolita. Póstumamente se descubrió que en realidad nunca tuvo la ciudadanía británica. Se considera que su obra maestra es la tetralogía llamada El cuarteto de Alejandría. Su hermano menor, Gerald Durrell, fue naturalista y escritor.

## Vida y obra

### Primeros años

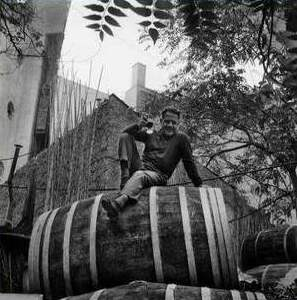
Lawrence Durrell

Nació en 1912 en Jalandhar (India) como hijo  de colonos británicos. A los once años, lo enviaron a la escuela en Inglaterra, donde nunca fue feliz y que abandonó tan pronto como pudo. Aunque su educación formal no tuvo éxito y fracasó en sus exámenes de ingreso a la universidad, Durrell había empezado a escribir poesía a los quince años: su primera colección, Quaint Fragment, se publicó en 1931. El 22 de enero de 1935, Durrell se casó con Nancy Isobel Myers, la primera de sus cuatro esposas. En marzo de ese año Durrell, Nancy, su madre, y sus hermanos (incluyendo al hermano Gerald Durrell, más tarde uno de los más destacados naturalistas británicos y escritor de éxito) se trasladaron a la isla griega de Corfú. Ese mismo, año Durrell publicó su primera novela, Pied Piper of Lovers; también escribió a Henry Miller expresando su intensa admiración por su novela Trópico de Cáncer, lo que encendió una amistad duradera y una relación mutuamente crítica. 
En agosto de 1937 él y Nancy viajaron a la Villa Seurat en París, para conocer a Henry Miller y Anaïs Nin. Durrell y Miller se llevaron bien, ya que por entonces trataban temas parecidos en sus obras. Junto con Alfred Perles, Nin, Miller y Durrell quizás comenzó una colaboración que pretendía fundar su propio movimiento literario. Comenzaron la serie Villa Seurat para publicar El libro negro de Durrell, Max and the White Phagocytes de Miller, y Winter of Artifice de Nin, con Jack Kahane de la Obelisk Press como editor.
Se dio a conocer como poeta y novelista en la década de los treinta y obtuvo el primer gran éxito de crítica con El Libro Negro, escrito en París en 1938. En esta obra abundan las «palabras malsonantes... lo grotesco,... [y] su estado de ánimo tan apocalíptico» (como en Trópico, de Miller). El cuaderno negro es una "llamativa y obscena excentricidad que no podría publicarse en Inglaterra hasta treinta años después".
Con el estallido de la Segunda Guerra Mundial, su madre y sus otros hermanos regresaron a Inglaterra, mientras que Durrell permaneció en Corfú. Después de la caída de Grecia, Lawrence escapó, a través de Creta, a Alejandría en Egipto, donde escribió sobre Corfú y su vida sobre "este brillante ápice de isla en el Jónico" en el poético Prospero's Cell.

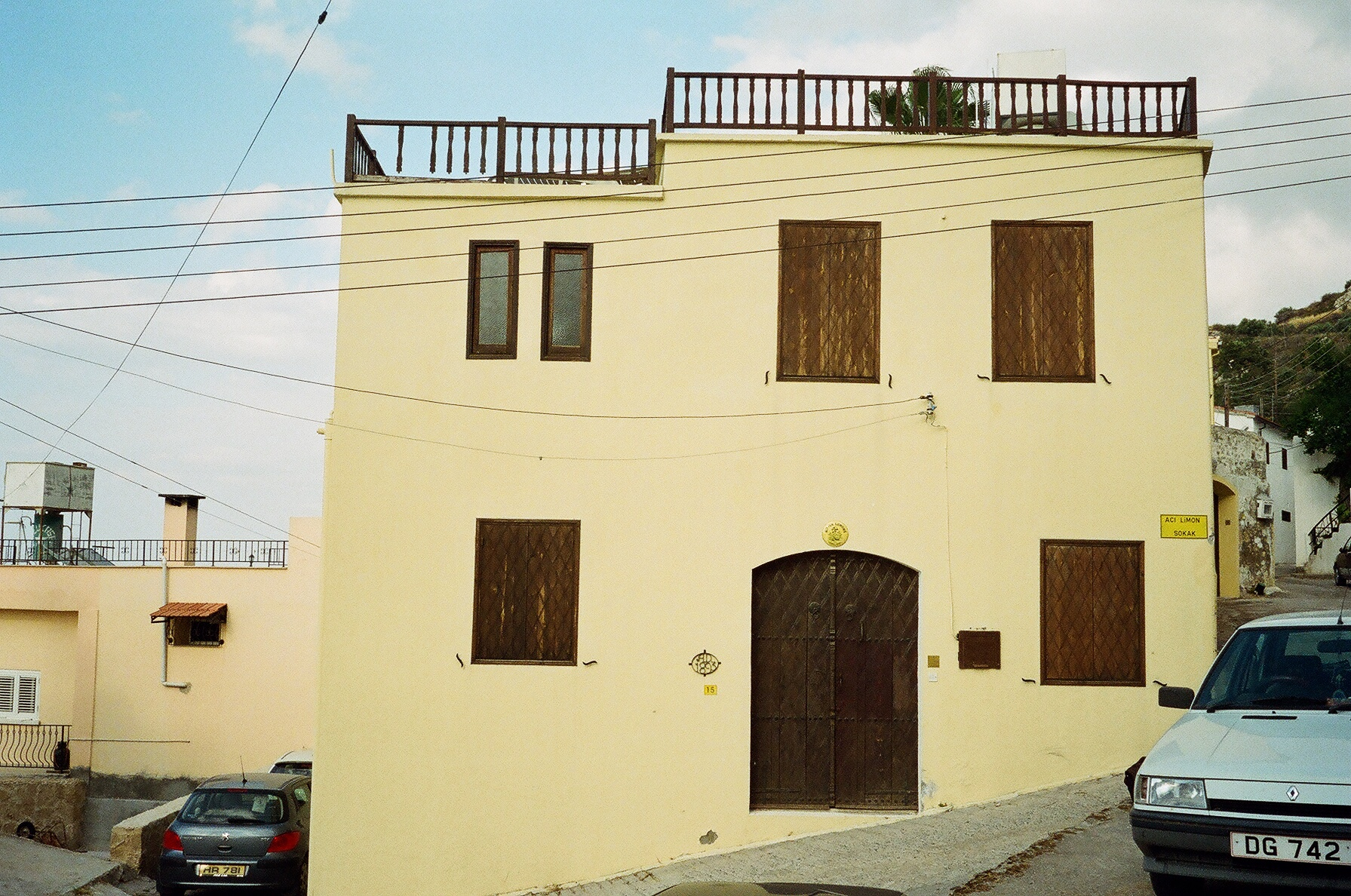
Casa de Durrell en Chipre

Durante la guerra, Durrell sirvió como agregado de prensa en las embajadas británicas, primero en El Cairo y luego en Alejandría. Después de la guerra desempeñó varios cargos diplomáticos y docentes. Fue en Alejandría donde conoció a Eve (Yvette) Cohen, que se convertiría en su modelo para Justine.
Durrell se separó de Nancy en 1942. En 1947 se casó con Eve Cohen y en 1951 tuvieron una hija, Sappho Jane, que recibió este nombre por la legendaria poetisa griega Safo de Lesbos.
En 1947 fue nombrado director del British Council en Córdoba (Argentina) donde, durante los siguientes dieciocho meses, impartió clases sobre temas culturales.  Regresó a Londres en el verano de 1948, por el tiempo en que el mariscal Tito rompió lazos con el Cominform de Stalin, y Durrell recibió un puesto en Belgrado, donde permanecería hasta 1952. La estancia le proporcionó material para su libro White Eagles over Serbia (1957). En 1952 se trasladó a Chipre, compró una casa y se dedicó a enseñar literatura inglesa en el Pancyprian Gymnasium para poder mantenerse mientras escribía; tuvo después un trabajo como relaciones públicas con el gobierno británico durante la agitación por la unión con Grecia.  En Bitter Lemons habla de esta época en Chipre.

### ElCuarteto de Alejandría

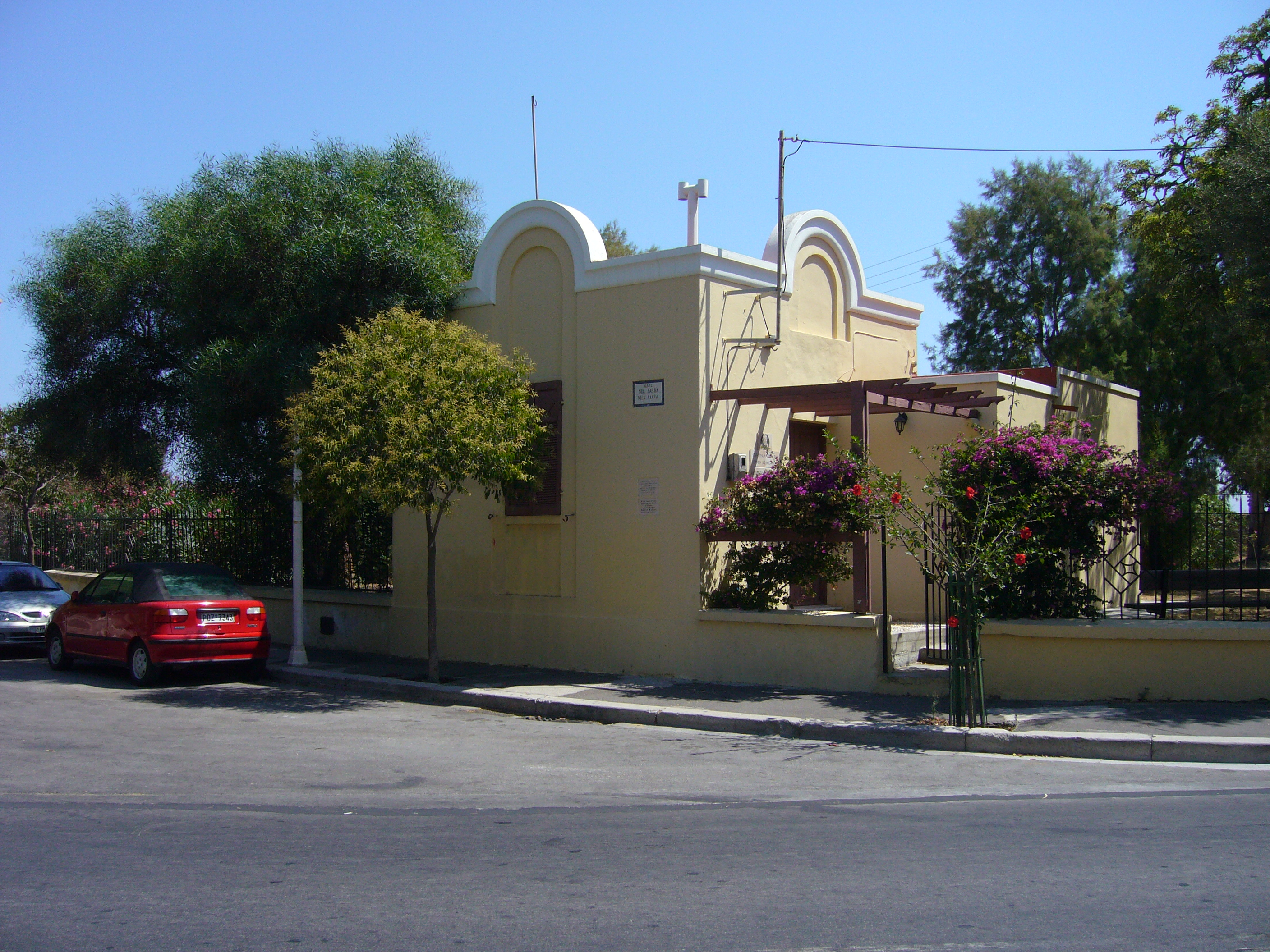
Casa de Durrell en Rodas

El cuarteto de Alejandría, la impresionante tetralogía compuesta por Justine (1957) —primera novela de la tetralogía—, Balthazar (1958), Mountolive (1958) y Clea (1960), es la obra que le convierte en un clásico de nuestro tiempo, debido en buena medida a su exploración de las posibilidades del lenguaje narrativo. Provocó entusiastas comparaciones del autor con Proust y Faulkner. Como buena parte de su narrativa, procede de su experiencia personal como diplomático en Grecia, Yugoslavia, Chipre y Egipto, y se caracteriza por la experimentación formal en cuanto al tratamiento del tiempo y el espacio. 
Estas obras se refieren a los acontecimientos en Alejandría justo antes y durante la Segunda Guerra Mundial. Los primeros tres libros cuentan en esencia la misma historia, pero desde diferentes perspectivas, una técnica que Durrell describió en su nota introductoria a Balthazar como «relativista». Sólo en la parte final, Clea, la historia avanza en el tiempo y alcanza un desenlace.
En estas novelas investiga el amor en todas sus formas. Pasajes de gran belleza se mezclan con estudios sobre la corrupción y con una compleja investigación sensual.
El cuarteto impresionó a los críticos por la riqueza de su estilo, la variedad y viveza de sus personajes, su movimiento entre lo personal y lo político, y sus localizaciones exóticas en la ciudad y sus alrededores, que Durrell retrata como su principal protagonista: «... la ciudad que nos usaba como su flora –precipitando en nosotros conflictos que eran de ella y que nosotros erróneamente creíamos que eran nuestros–: ¡querida Alejandría!» En la crítica del suplemento literario de The Times sobre el 'Cuarteto' se afirmaba: «Si alguna vez una obra llevó una firma instantáneamente reconocible en cada frase, esta es». Se sugirió que Durrell podría ser nominado al Premio Nobel de Literatura, pero esto no llegó a materializarse.
Dada la complejidad de la obra, probablemente fuese inevitable que la versión en cine de George Cukor, Justine (1969), simplificase la historia hasta convertirla en un melodrama, y no fue bien recibida.

### Años posteriores
Después de separarse de Eve en 1955, Durrell se casó de nuevo en 1961 con Claude-Marie Vincendon. Ella murió de cáncer en 1967. Durrell se estableció en Sommières, un pueblecito de la Provenza, Francia.
De su obra posterior destacan Tunc, El laberinto oscuro, Nunquam y Una sonrisa en el ojo de la mente. Tunc (1968) y Numquam (1970) integran The Revolt of Aphrodite. Una sonrisa en el ojo de la mente, a medio camino entre la autobiografía, la ficción y el ensayo, se ha convertido en un texto iniciático de la filosofía taoísta en Occidente, de la que Durrell se reveló un profundo conocedor.

Cinco puntos formando un quincunx, denominación que Durrell dio a su Quinteto de Aviñon

Con The Avignon  Quintet, intentó repetir el éxito del Cuarteto de Alejandría y revisaba muchos de los motivos y estilos que se encuentran en su obra anterior. Aunque a menudo es descrito como un quinteto, el propio Durrell se refería a ella como un quincunce (una forma de ordenar cinco unidades que se corresponde a los cinco puntos en dados, juegos de cartas o en el dominó; se llama así por la moneda romana del mismo nombre). El Quinteto de Aviñón es en conjunto menos exitoso que el Cuarteto de Alejandría, aunque su libro central, Constance, or Solitary Practice, que describe Francia bajo la ocupación alemana, fue nominado para el Premio Booker en 1982. 
Es autor también de poesía (Poemas completos, 1931-1974), que se ha visto oscurecida por sus novelas.  Peter Porter, en su introducción a Selected Poems, escribe de Durrell como poeta: «uno de los mejores de los últimos cien años. Y uno de los que más se puede disfrutar». Considera que su poesía es «siempre hermosa en el sonido y la sintaxis. Su novedad radica en su rechazo a ser más de más altos principios que las cosas que describe, junto a su manejo del total léxico del idioma». También es autor de varias obras a medio camino entre el ensayo y el libro de viajes. 
En 1962 fue nominado al Premio Nobel en una lista restringida compuesta por John Steinbeck, que resultó ganador, Robert Graves, el dramaturgo francés Jean Anouilh y la autora danesa Karen Blixen.
Durrell padeció enfisema durante muchos años. Murió de una apoplejía en su casa de Sommières en noviembre de 1990.

## Obras principales

### Novelas
- Pied Piper of Lovers (1935).
- Panic Spring, con el seudónimo de Charles Norden (1937).
- The Black Book (1938; reeditado en el Reino Unido el 1 de enero de 1977 por Faber and Faber). En la Argentina: El cuaderno negro, Sur, 1958. En España: El libro negro, Edhasa, 1987. ISBN 84-350-0781-2.
- The Dark Labyrinth (1958; publicado como "Cefalu" en 1947). En España: El laberinto oscuro (Cefalú), Edhasa, 1988. ISBN 84-350-1566-1 y Cefalú, Edhasa, 1982. ISBN 84-350-0254-3.
- White Eagles Over Serbia (1957). En España: Águilas blancas sobre Serbia, Editorial Fundamentos, 1988.   ISBN 978-84-245-0462-5 .
- El cuarteto de Alejandría (o Cuarteto de Alejandría), ha sido publicado completo por la Editorial Sudamericana, de la Argentina y, posteriormente, con la misma traducción por Edhasa:
  - Justine (1957). En la Argentina, varias ediciones, desde la 1960 por Sudamericana. En España, varias ediciones, desde la de 1970 por Edhasa (ISBN 84-350-0011-7) hasta la de 2006 por Diario El País (ISBN 84-89669-72-4).
  - Balthazar (1958).  Editada por Sudamericana (1960) y Edhasa (1970).
  - Mountolive (1958). Editada por Sudamericana (1960) y por Edhasa (1970 y 1984).
  - Clea (1960). Editada por Sudamericana y por Edhasa.
- The Revolt of Aphrodite
  - Tunc (1968). En España: Tunc, Edhasa, 1986. ISBN 84-350-0762-6.
  - Nunquam (1970). En España: Edhasa, 1986. ISBN 84-350-0764-2.
- El quinteto de Avignon
  - Monsieur: or, The Prince of Darkness (1974). En España: Monsieur, o el príncipe de las tinieblas, varias ediciones.
  - Livia: or, Buried Alive (1978). En España: (Livia o enterrado en vida, Ediciones Versal (1986), Noguer Ediciones (1987), Plaza & Janés Editores (1996, ISBN 978-84-01-41293-6).
  - Constance: or, Solitary Practices (1982). En España: Constance o las prácticas solitarias, Ediciones Versal (1986), Plaza & Janés Editores (1997) y El Aleph Editores, 1999.
  - Sebastian: or, Ruling Passions (1983). En España: Sebastián o el dominio de las pasiones, Ediciones Versal en 1987, Plaza & Janés en 1997, y Editorial Planeta en 1999.
  - Quinx: or, The Ripper's Tale (1985). En España: Quinx o el relato del asesino, Ediciones Versal en 1986 y 1987, Plaza & Janés en 1996.

### Relatos
- Antrobus. En España, Tusquets Editores, 1996. ISBN 978-84-8310-509-2.

### Viaje
- Prospero's Cell: A guide to the landscape and manners of the island of Corcyra (1945; reeditada en 2000) (ISBN 0-571-20165-2). En España: La celda de Próspero: una guía del paisaje y las costumbres de la isla de Corfú (Edhasa, 1988) y La celda de Próspero: recuerdos de la isla de Corfú (Ediciones B, 2003, ISBN 978-84-666-1087-2).
- Reflections on a Marine Venus (1953). En España: Reflexiones sobre una venus marina: viajes a Rodas, Círculo de Lectores, 1999. ISBN 84-226-7648-6.
- Bitter Lemons (1957; reeditada como Bitter Lemons of Cyprus 2001). En España: Limones amargos Edhasa, 1987. ISBN 84-350-1426-6.
- Blue Thirst (1975)
- Sicilian Carousel  (1977). En España: Carrusel Siciliano, Noguer Ediciones, 1990. ISBN 84-279-1176-9.
- The Greek Islands (1978). En España: Las islas griegas, Ediciones del Serbal, 1983 y 1991; Ediciones Folio, 2004, ISBN 978-84-413-1988-2 .
- Caesar's Vast Ghost (1990)
- Visión de Provenza, Editorial Seix Barral 1999. ISBN 84-322-1927-4.

### Poesía
- Selected Poems: 1953–1963,  editado por Alan Ross (1964)
- Collected Poems: 1931–1974,  editado por James A. Brigham (1980)

En España:
- Poemas escogidos (1935-1963). Alberto Corazón. ISBN 84-7053-077-1.
- Durrell: Poemas escogidos (1983). Visor Libros, ISBN 84-7522-023-1.

### Teatro
- Sappho: A Play in Verse (1950)
- An Irish Faustus: A Morality in Nine Scenes (1963)
- Acte (1964)

### Humor
- Esprit de Corps (1957)
- Stiff Upper Lip (1958)
- Sauve Qui Peut (1966)

### Cartas y ensayos
- A Key to Modern British Poetry (1952)
- Spirit of Place: Letters and Essays on Travel (1969) editado por Alan G. Thomas
- Literary Lifelines: The Richard Aldington—Lawrence Durrell Correspondence  (1981) editada por Ian S. MacNiven y Harry T. Moore
- A Smile in the Mind's Eye (Una sonrisa en el ojo de la mente) (1982). Edhasa, 1984 y 1989
- The Durrell-Miller Letters: 1935–80 (1988), editadas por Ian S. MacNiven. En España: Cartas Durrell-Miller: 1935-1980, Edhasa, 1992. ISBN 84-350-1221-2.
- Lectura de Henry Miller. En España: Plaza & Janés Editores, 1984 ISBN 84-01-38022-7.